# Этернес Файфский
Этернес или Итернеск, Итернан (англ. Athernaise, Ithernaisc, Ethernascus, Itharnán, умер в 669 году) — святой молчальник Файфский. День памяти — 22 декабря.
Святой Этернес был ирландским миссионером. Он подвизался в окрестности Файфа, Шотландия в Килренни (Kilrenny), на острове Мэй и скончался «среди пиктов», согласно Анналам Ольстера. В местечке Леухэрс (Leuchars), Скулхил, Файф, имеется храм, освящённый, предположительно, в его честь.